# August Konrad Hofmann
Johann August Konrad Hofmann, ab 1827 Freiherr von Hofmann (* 28. April 1776 in Nidda; † 9. August 1841 in Darmstadt) war Mitglied der Regierung des Großherzogtums Hessen und Finanzminister.

## Familie
Der Vater von August Konrad Hofmann war Conrad Hofmann (1743–1799), Amtmann im Amt Nidda, die Mutter, Susanne, eine geborene Schneider (1753–1826), war Tochter des hessischen Wildmeisters in Kranichstein, Johann Ludwig Schneider.
August Konrad Hofmann heiratete zwei Mal:

1.) am 15. Juli 1799 Sophie Henriette Metzler (* 13. August 1772; † 15. Juni 1815 in Darmstadt), Tochter des hessischen Majors Johann Gottlieb Metzler und dessen Frau Johanna Katharina, geborene Moter. Aus der Ehe gingen hervor:
- Charlotte Franziska Auguste Marianne (1802–1834). Sie heiratete am 16. Oktober 1820 in Jugenheim den späteren Präsidenten des Großherzoglich hessischen Ober-Appellations- und Kassationsgerichts Friedrich Johann August Hahn (1789–1867).
- Ernst Christian Gottlieb Freiherr von Hofmann (1803–1868) wurde Oberforstrat.
- Marie heiratete den Hessen-Homburger Medizinalrat Eduard Trapp (1804–1854).

2.) In zweiter Ehe heiratete er am 9. Juni 1816 in Rimbach Johannette Charlotte Friederike Jakobine Pagenstecher (* 15. Dezember 1779 in Reichenbach; † 3. Januar 1854 in Darmstadt), die Tochter des Pfarrers von Reichenbach, Heinrich Christian Pagenstecher und dessen Frau Charlotte Polyxena Eleonore, geborene Moter. Aus der Ehe gingen hervor:
- Charlotte Johannette Auguste (* 19. April 1817 in Darmstadt). Sie heiratete am 4. Dezember 1838 Eduard von Grolman (1812–1890), den künftigen hessischen Generalleutnant und Kriegsminister.
- Sophie Helene (* 23. Januar 1820 in Darmstadt; † 4. Dezember 1870) heiratete am 9. Juni 1841 in Darmstadt den Gutsbesitzer und Stallmeister Albert Wilhelm von Grolman (* 22. April 1815 in Gießen; † 10. Oktober 1870 in Darmstadt).[1]

## Karriere
Hofmann studierte in Erlangen und Gießen Rechts- und Kameralwissenschaften und trat 1797 als Regierungsadvokat in den Staatsdienst der Landgrafschaft Hessen-Darmstadt ein. 1803 wurde er Hofkammerrat und Kammeranwalt der Rentkammer des Fürstums Starkenburg. 1804 leitete er der Regierungskommission zur Übernahme von Wimpfen. 1806 benannte sich die Landgrafschaft in Großherzogtum Hessen um. 1816 wiederum leitete Hofmann die Generalkommission zur Besitznahme und Verwaltung der künftigen Provinz Rheinhessen. Ebenfalls noch 1816 wurde er Richter am Oberappellationsgericht Darmstadt und war Mitglied der Direktion der Brand-Assekurations-Kommission.
1819 wurde er Geheimer Referendar (Referent) im Finanzdepartement des Staatsministeriums (Finanzministerium) und 1820 Geheimer Staatsrat. Er war ein enger Mitarbeiter des „Ministerpräsidenten“ Karl Ludwig Wilhelm von Grolman. 1820 war er an den Verhandlungen über die Verfassung des Großherzogtums Hessen beteiligt. 1821 leitete er die Verhandlungen über die Rechtsverhältnisse der Standesherren, dann die über den Süddeutschen Zollverein (1824) und mit Preußen, die 1828 zum Preußisch-Hessischen Zollverein führten. Acht Mal war er Landtagskommissar der Regierung.
Als 1829 nach dem Tod von Grolman die Regierung umgebildet werden musste, wurde August Konrad Hofmann Präsident des Finanzministeriums (Minister) mit dem Titel eines Wirklichen Geheimen Rats, Präsident des Staatsrats und erhielt im Dezember 1837 auch den Titel eines Finanzministers. Nach dem Regierungsantritt von Großherzog Ludwig II. 1830 versuchte dieser die in seiner Zeit als Erbgroßherzog angehäuften Privatschulden von zwei Millionen Gulden auf den Staat abzuwälzen, was Hofmann gegenüber den Landständen des Großherzogtums Hessen zu vertreten hatte. Die lehnten das aber mit 41:7 Stimmen ab, womit Hofmann und der neue Großherzog fulminant scheiterten. Der Konflikt zwischen dem Großherzog und den Ständen sollte sich über dessen ganze Regierungszeit hinziehen. Viel Widerspruch fand von Hofmann auch auf dem Landtag 1838, als er das Recht der Stände, nicht bewilligte Ausgaben zu prüfen und unter Umständen zu streichen, bestritt. Zentrale Themen der Amtszeit von Hofmann, die bis 1841 dauerte, waren die Reform des Abgabensystems und des Finanzwesens, die Verminderung der Zinshöhe der Staatsschuld und deren Neuordnung.

## Weitere Aktivitäten
Hofmann war Mitbegründer des Darmstädter Musikvereins.
Vom Großherzog ließ er sich den Heiligenberg oberhalb von Jugenheim an der Bergstraße schenken, fand die Vorbesitzerfamilie von Hausen ab, ließ ihn anlegen, unter anderem mit Obstbäumen. Georg Moller errichtet ihm dort ein Gutshaus, das spätere Schloss Heiligenberg. Er verkaufte das Anwesen 1827 an Prinzessin Wilhelmine.

## Ehrungen
- August Konrad Hofmann wurde am 25. August 1827 nobilitiert und als Freiherr in den Großherzoglich-Hessischen Adel aufgenommen.[8]
- 1829 Prädikat „Exzellenz“[9]
- 1834 Großkreuz des Ludewigsordens[10]
- 1835 Großkreuzes des badischen Ordens vom Zähringer Löwen[11]
- 1841 Preußischer Roter Adlerorden I. Klasse[12]

### Werke
- Beiträge zur nähern Kenntnis der Gesetzgebung und Verwaltung des Großherzogtums Hessen zur Berichtigung der Urtheile des Publikums über den innern Zustand, besonders über die Besteuerung dieses Staats. G. F. Heyer, Gießen 1832.[Anm. 2]

### Sekundärliteratur
- Eckhart G. Franz: Hessen-Darmstadt 1820–1935. In: Klaus Schwabe (Hrsg.): Die Regierungen der deutschen Mittel- und Kleinstaaten. 1815–1933 (= Deutsche Führungsschichten in der Neuzeit. Band 14 = Büdinger Forschungen zur Sozialgeschichte. Band 18). Boldt, Boppard am Rhein 1983, ISBN 3-7646-1830-2, S. 298.
- Friedrich Knöpp: Hofmann, August Konrad Freiherr von. In: Neue Deutsche Biographie (NDB). Band 9, Duncker & Humblot, Berlin 1972, ISBN 3-428-00190-7, S. 390–191 (Digitalisat).
- Gothaisches genealogisches Taschenbuch der freiherrlichen Häuser, 1853 S. 215, 1891 S. 370.